# Ipomoea pseudoracemosa
Ipomoea pseudoracemosa es una especie fanerógama de la familia Convolvulaceae.

## Clasificación y descripción de la especie
Planta trepadora, algo leñosa en la porción basal, delgada; tallo muy ramificado, glabro o pubescente; hojas ausentes durante la floración y la fructificación, desconocidas; inflorescencias con 2 a 10 flores; sépalos desiguales, oblongo-orbiculares, de 2.5 a 6.5 mm de largo, los interiores más largos, glabros, a veces esparcidamente pubescentes en el ápice del envés; corola con forma de embudo (infundibuliforme), de 5 a 7 cm de largo, blanca, el tubo y la región entre los pliegues verdosos; el fruto es una cápsula globosa a subglobosa, de 1.2 a 1.3 cm de largo, bilocular, con 4 semillas pilosas en los márgenes dorsales, con pelos de 7 a 9 mm de largo.

## Distribución de la especie
Es una planta endémica del occidente de México, se localiza en la Sierra Madre del Sur y en la Depresión del Balsas, en los estados de Nayarit, Jalisco y Michoacán.

## Ambiente terrestre
Especie más o menos frecuente en las zonas medias del bosque tropical caducifolio, en altitudes de 900 a 1400 m. Florece de noviembre a febrero.

## Estado de conservación
No se encuentra bajo ningún estatus de protección.